# Abylopsis tetragona
Abylopsis tetragona is een hydroïdpoliep uit de familie Abylidae. De poliep komt uit het geslacht Abylopsis. Abylopsis tetragona werd in 1823 voor het eerst wetenschappelijk beschreven door Otto.